# Raymond Savignac
Raymond Savignac, conocido comúnmente como Savignac, fue un cartelista francés. A lo largo de su carrera trabajó para marcas como Bic, Maggi, Air France, Pirelli o Citroën.

## Biografía
Savignac nació el 6 de noviembre de 1907 en París en el seno de una familia humilde propietarios de un pequeño restaurante para obreros, en 1922 a la edad de 15 años deja la escuela y se convierte en un profesional de dibujo. Comienza a trabajar en la compañía de transportes parisienses como dibujante aprendiz mientras toma clases de dibujo industrial en la noche. En 1925 trabaja con Robert Lortac, realizando dibujos animados para anuncios cinematográficos y copia los carteles de profesionales reconocidos tales como Cassandre, Loupot, Colin y Carlu para introducirlos en las películas publicitarias. El conocimiento de estas obras lo lleva a interesarse por el cartel y convertirse en cartelista.
En el año 1933 visita a Cassandre e inseguro por lo que puede lograr le pide opinión sobre sus habilidades como dibujante publicitario. La respuesta fue clara y le pidió que le hiciera un cartel y un folleto y lo invitó a trabajar en el año 1935 para la Alliance Graphique, el estudio que había fundado con Loupot y Maurice Moyrand que, por aquel entonces, destacaba en el panorama publicitario francés por ser un artista autodidacta.
Tras la marcha de Cassandre a Estados Unidos en 1938, entra como dibujante-maquetista en la imprenta Draeger Frères donde permaneció hasta el estallido de la Segunda Guerra Mundial. Era un período difícil porque se sentía limitado. Después de haber disfrutado toda la libertad creativa junto a Cassandre, ahora tenía la sensación de encontrarse más en un cuartel que en un taller de creación. Sus propuestas se rechazaron o cuando se aceptó sufre tantos cambios que dejan de parecerse a la idea original.
En el año 1949 cuando llegó un gran éxito gracias a una famosa campaña publicitaria para los jabones Monsavon au lait. Desde ese momento, recibió premios, participó en exposiciones y se publicaron sus trabajos en las revistas especializadas de referencia. Entre sus clientes se encuentran Bic, Maggi, Mobiloil, Vespa, Yoplait, Air France, Pirelli, BP (British Petroleum) , Citroën, Michelin, Cinzano, Dunlop, Life, Paris-Match.
Sus carteles se describen como estilo revolucionario, en palabras del Art Directors club de Nueva York (1956). En el año de 1970 el cartel comercial se encontró en declive, y fue desplazado por la televisión y en la fotografía iba ocupando el lugar que antes tuvo la ilustración. Desconcertado por la baja demanda y en el número de encargos cartelisticos, Savignac comenzó en el año 1971 comenzó una nueva aventura, expresar su visión de la sociedad contemporánea a través de un portafolio titulado Savignac Défense d afficher, en el que se mostró muy crítico con lo que considera un mundo cada vez más mecánico y deshumanizado.
Savignac apostó por la payasada gráfica, por hacer vender por medio de la risa, la salud, por el placer, como decía el mismo. A él le interesaba el humor popular, el que se percibe a primera vista en pequeños detalles. Solo proponía con gracia así lo hizo en sus más de 600 carteles que transmitieron optimismo y energía a varias generaciones franceses.
Falleció el 31 de octubre de 2002 en Trouville-sur-Mer (Calvados), a la edad de 94 años. Creó innumerables carteles publicitarios que forman ahora parte del patrimonio cultural francés. 

## Estilo y legado
Sus obras se caracterizan por simplicidad eficacia y un toque de humor, creados totalmente a mano e incluso la tipografía. La retórica formal se repite a lo largo de su obra, figuras simples sobre fondos casi vacíos. Grandes manchas de colores planos, influido por el fauvismo, de hecho incluso las figuras, humanas o no, que diseñaban tienen colores inverosímiles, rojos, azules, naranjas... Sus trabajos también cuentan con buena dosis de surrealismo, al estilo de René Magritte.
En Trouville-sur-Mer (Calvados) donde se retiró en 1979, el museo Montebello le ha dedicado una sala especial abierta permanentemente compuesta por 350 carteles, 40 cartas habladas, 12 maquetas y 12 litografías. Existe también un paseo cerca de la playa que está dedicada también a él, donde se pueden admirar algunos de los carteles que creó.